# Bahrains Grand Prix 2024
Bahrains Grand Prix 2024, officiellt Formula 1 Gulf Air Bahrain Grand Prix 2024, var ett Formel 1-lopp som kördes den 2 mars 2024 på Bahrain International Circuit i Sakhir i Bahrain. Det var det första loppet ingående i Formel 1-säsongen 2024 och kördes över 57 varv.

## Träningar
Tre fria träningar hölls innan kvalet, två på torsdag och en på fredag eftermiddag.

## Kvalet
Kvalet kördes den 1 mars 2024 kl. 19:00 lokal tid (UTC+3) och pole sattes av Max Verstappen.
| Pos.                    | Nr. | Förare           | Konstruktör                  | Kvaltider | Kvaltider | Kvaltider | Start- grid |
| Pos.                    | Nr. | Förare           | Konstruktör                  | Q1        | Q2        | Q3        | Start- grid |
| ----------------------- | --- | ---------------- | ---------------------------- | --------- | --------- | --------- | ----------- |
| 1                       | 1   | Max Verstappen   | Red Bull Racing-Honda RBPT   | 1:30.031  | 1:29.374  | 1:29.179  | 1           |
| 2                       | 16  | Charles Leclerc  | Ferrari                      | 1:30.243  | 1:29.165  | 1:29.407  | 2           |
| 3                       | 63  | George Russell   | Mercedes                     | 1:30.350  | 1:29.922  | 1:29.485  | 3           |
| 4                       | 55  | Carlos Sainz Jr. | Ferrari                      | 1:29.909  | 1:29.573  | 1:29.507  | 4           |
| 5                       | 11  | Sergio Pérez     | Red Bull Racing-Honda RBPT   | 1:30.221  | 1:29.932  | 1:29.537  | 5           |
| 6                       | 14  | Fernando Alonso  | Aston Martin Aramco-Mercedes | 1:30.179  | 1:29.801  | 1:29.542  | 6           |
| 7                       | 4   | Lando Norris     | McLaren-Mercedes             | 1:30.143  | 1:29.941  | 1:29.614  | 7           |
| 8                       | 81  | Oscar Piastri    | McLaren-Mercedes             | 1:30.531  | 1:30.122  | 1:29.683  | 8           |
| 9                       | 44  | Lewis Hamilton   | Mercedes                     | 1:30.451  | 1:29.718  | 1:29.710  | 9           |
| 10                      | 27  | Nico Hülkenberg  | Haas-Ferrari                 | 1:30.566  | 1:29.851  | 1:30.502  | 10          |
| 11                      | 22  | Yuki Tsunoda     | RB-Honda RBPT                | 1:30.481  | 1:30.129  | N/A       | 11          |
| 12                      | 18  | Lance Stroll     | Aston Martin Aramco-Mercedes | 1:29.965  | 1:30.200  | N/A       | 12          |
| 13                      | 23  | Alexander Albon  | Williams-Mercedes            | 1:30.397  | 1:30.221  | N/A       | 13          |
| 14                      | 3   | Daniel Ricciardo | RB-Honda RBPT                | 1:30.562  | 1:30.278  | N/A       | 14          |
| 15                      | 20  | Kevin Magnussen  | Haas-Ferrari                 | 1:30.646  | 1:30.529  | N/A       | 15          |
| 16                      | 77  | Valtteri Bottas  | Kick Sauber-Ferrari          | 1:30.756  | N/A       | N/A       | 16          |
| 17                      | 24  | Zhou Guanyu      | Kick Sauber-Ferrari          | 1:30.757  | N/A       | N/A       | 17          |
| 18                      | 2   | Logan Sargeant   | Williams-Mercedes            | 1:30.770  | N/A       | N/A       | 18          |
| 19                      | 31  | Esteban Ocon     | Alpine-Renault               | 1:30.793  | N/A       | N/A       | 19          |
| 20                      | 10  | Pierre Gasly     | Alpine-Renault               | 1:30.948  | N/A       | N/A       | 20          |
| 107 %-gränsen: 1:36.202 |     |                  |                              |           |           |           |             |
| Källor:                 |     |                  |                              |           |           |           |             |

## Loppet
Loppet kördes på lördagen den 2 mars kl. 18:00 lokal tid (UTC+3) och vanns av Max Verstappen.
| Pos.                                                                               | Nr. | Förare           | Konstruktör                  | Varv | Tid/Bröt    | Placering | Poäng |
| ---------------------------------------------------------------------------------- | --- | ---------------- | ---------------------------- | ---- | ----------- | --------- | ----- |
| 1                                                                                  | 1   | Max Verstappen   | Red Bull Racing-Honda RBPT   | 57   | 1:31:44.742 | 1         | 261   |
| 2                                                                                  | 11  | Sergio Pérez     | Red Bull Racing-Honda RBPT   | 57   | +22.457     | 5         | 18    |
| 3                                                                                  | 55  | Carlos Sainz Jr. | Ferrari                      | 57   | +25.110     | 4         | 15    |
| 4                                                                                  | 16  | Charles Leclerc  | Ferrari                      | 57   | +39.669     | 2         | 12    |
| 5                                                                                  | 63  | George Russell   | Mercedes                     | 57   | +46.788     | 3         | 10    |
| 6                                                                                  | 4   | Lando Norris     | McLaren-Mercedes             | 57   | +48.458     | 7         | 8     |
| 7                                                                                  | 44  | Lewis Hamilton   | Mercedes                     | 57   | +50.324     | 9         | 6     |
| 8                                                                                  | 81  | Oscar Piastri    | McLaren-Mercedes             | 57   | +56.082     | 8         | 4     |
| 9                                                                                  | 14  | Fernando Alonso  | Aston Martin Aramco-Mercedes | 57   | +1:14.887   | 6         | 2     |
| 10                                                                                 | 18  | Lance Stroll     | Aston Martin Aramco-Mercedes | 57   | +1:33.216   | 12        | 1     |
| 11                                                                                 | 24  | Zhou Guanyu      | Kick Sauber-Ferrari          | 56   | +1 varv     | 17        |       |
| 12                                                                                 | 20  | Kevin Magnussen  | Haas-Ferrari                 | 56   | +1 varv     | 15        |       |
| 13                                                                                 | 3   | Daniel Ricciardo | RB-Honda RBPT                | 56   | +1 varv     | 14        |       |
| 14                                                                                 | 22  | Yuki Tsunoda     | RB-Honda RBPT                | 56   | +1 varv     | 11        |       |
| 15                                                                                 | 23  | Alexander Albon  | Williams-Mercedes            | 56   | +1 varv     | 13        |       |
| 16                                                                                 | 27  | Nico Hülkenberg  | Haas-Ferrari                 | 56   | +1 varv     | 10        |       |
| 17                                                                                 | 31  | Esteban Ocon     | Alpine-Renault               | 56   | +1 varv     | 19        |       |
| 18                                                                                 | 10  | Pierre Gasly     | Alpine-Renault               | 56   | +1 varv     | 20        |       |
| 19                                                                                 | 77  | Valtteri Bottas  | Kick Sauber-Ferrari          | 56   | +1 varv     | 16        |       |
| 20                                                                                 | 2   | Logan Sargeant   | Williams-Mercedes            | 55   | +2 varv     | 18        |       |
| Snabbaste varvet: Max Verstappen (Red Bull Racing-Honda RBPT) – 1:32.608 (varv 39) |     |                  |                              |      |             |           |       |
| Källor:                                                                            |     |                  |                              |      |             |           |       |